# Hyllisia unicoloricornis
Hyllisia unicoloricornis là một loài bọ cánh cứng trong họ Cerambycidae.